# Chariesthoides bicornuta
Chariesthoides bicornuta là một loài bọ cánh cứng trong họ Cerambycidae.